# الشركة الجهوية للنقل بصفاقس
الشركة الجهوية للنقل بصفاقس شركة حكومية تونسية مكلفة بالنقل العمومي عبر الحافلات في ولاية صفاقس وبينها وولايات أخرى.